# Carla Chamoun
Carla Chamoun (arabisch كارلا شمعون, DMG Kārlā Šamʿūn, geb. 1998 in Beirut) ist eine libanesische Sängerin.

## Leben und Karriere
Chamoun wurde in Beirut als Tochter einer christlichen Familie geboren. Sie spricht fließend Arabisch, Englisch und Französisch und singt ebenfalls in allen drei Sprachen. Obgleich Chamoun von Kindheit an ein Talent zum Singen zeigte und auch öffentlich auftrat, gab sie dem Widerstand, eine Gesangskarriere zu absolvieren, zunächst nach und studierte Journalismus. Später jedoch, nachdem eine Produktionsfirma sie ansprach, brach sie das Studium letztlich doch zugunsten einer Musikkarriere ab.
Chamoun studiert Musik und Gesang in Prag und Beirut. Sie bewegt sich zwischen arabischer und westlicher Musik und ist stark vom Jazz inspiriert. Chamoun singt oft Cover bekannter internationaler Jazz-Klassiker, aber auch Kompositionen großer arabischer Komponisten. Neben dem libanesischen verwendet sie auch stark den algerischen Dialekt, wodurch sie auch in Algerien bekannt wurde.
2016 sang Chamoun an der Seite des berühmten Flötisten Pedro Eustache und Michael Fadel vor dem Unesco Palace in Beirut, es folgten mehrere Solokonzerte. 2018 gab Chamoun ihr Debütalbum Ajmal Chi mit den Prager Philharmonikern heraus. Im Jahr 2019 gab Chamoun ein großes Konzert im Opernhaus Damaskus in Syrien. 2021 folgten Konzertauftritte in sieben arabischen Ländern, darunter Saudi-Arabien, Jordanien, den Vereinigten Arabischen Emiraten und Ägypten.
2024 trat sie als Sängerin in Hans Zimmers internationalem Tournee-Programm The World of Hans Zimmer auf.

## Rezeption
Die ägyptische Zeitung al-Ahram beschrieb auf ihrer englischsprachigen Internetseite Chamouns Stimme als „engelsgleich“.
Chamouns Musik wird mitunter millionenfach rezipiert. Auf ihrem YouTube-Kanal verzeichnet ihr erfolgreichstes Stück Khedni Maak rund 8 Millionen Aufrufe, andere wie Fady Shewaya und Ya Aashikat Al Wardi mehr als 7 Millionen Aufrufe.

## Diskografie

### Studioalben
- 2018: Ajmal Chi (mit The City of Prague Philharmonic Orchestra)

### Singles (Auswahl)
- 2020: Shou Byeb'a
- 2021: Habibi